# Bunny il più grande
Bunny il più grande (Big Top Bunny) è un film del 1951 diretto da Robert McKimson. È un cortometraggio d'animazione della serie Merrie Melodies, uscito negli Stati Uniti il 1º dicembre 1951. Dal 1998 viene distribuito col titolo Il salto dell'acrobata.

## Trama
Al circo del colonnello Korny, l'"orso acrobata della Slavonia" Bruno è la star dello spettacolo. Ma quando il colonnello riceve una telefonata in cui gli viene detto del talento di Bugs Bunny, accetta di far diventare il coniglio la star del numero acrobatico di Bruno, relegando quest'ultimo a suo partner. Bruno non è felice della decisione, e durante il numero fa vari dispetti a Bugs – posizionando un'incudine sopra una serie di bersagli in modo che Bugs ci sbatta la testa, o lasciandolo cadere durante un numero di trapezi. Tuttavia, Bugs inizia presto ad avere la meglio su Bruno, ad esempio facendolo cadere dal trapezio sull'orchestra.
Bugs dice a Bruno che è "troppo maldestro" e che eseguirà il numero da solo tuffandosi in una tinozza da una piattaforma. Bruno e Bugs si sfidano quindi a tuffarsi da altezze sempre più elevate in contenitori sempre più piccoli, finché Bruno si impegna a tuffarsi di testa da 1000 m su un blocco di cemento. Bugs accetta la sfida e si prepara a tuffarsi, ma Bruno lo precede e si schiaccia sul blocco di cemento. Quando l'orso stordito si rialza, Bugs lo conduce verso quella che sembra la passerella di una nave da crociera, dicendogli che sta andando in "viaggio". Quando Bruno si sta riprendendo, Bugs taglia una corda e provoca a Bruno una serie di "incidenti" che coinvolgono varie zone del circo, finché l'orso non atterra nella bocca di un cannone che Bugs usa per spararlo fuori dal tendone.

## Distribuzione

### Edizione italiana
Il corto arrivò in Italia direttamente in televisione negli anni ottanta. Il doppiaggio fu eseguito dalla Effe Elle Due e diretto da Franco Latini su dialoghi di Maria Pinto. Nel 1998 il corto fu ridoppiato dalla Angriservices Edizioni sotto la direzione di Renzo Stacchi su dialoghi di Giorgio Tausani per la VHS Coniglio in fuga. In DVD è stato però incluso il primo doppiaggio.

### Edizioni home video

#### VHS
America del Nord
- Looney Tunes: The Collector's Edition - Daffy Doodles (febbraio 2000)
- Bugs Bunny: Big Top Bunny (26 ottobre 1999)

Italia
- Bugs Bunny n. 2 (ottobre 1990)
- Bugs Bunny (agosto 1993)
- Bugs Bunny & Beep Beep - Coniglio in fuga (febbraio 1998)
- Bugs Bunny: Big Top Bunny (maggio 2000)

#### Laserdisc
- Hare Beyond Compare (1994)

#### DVD
Il corto fu pubblicato in DVD-Video in America del Nord nel primo disco della raccolta Looney Tunes Golden Collection: Volume 1 (intitolato Best of Bugs Bunny) distribuita il 28 ottobre 2003, dove è visibile anche con un commento audio di Michael Barrier; il DVD fu pubblicato in Italia il 2 dicembre 2003 nella collana Looney Tunes Collection, col titolo Bugs Bunny. In Italia fu inserito anche nel DVD Bugs Bunny della collana I tuoi amici a cartoni animati!, uscito il 15 novembre 2011.